# 제네바 협약

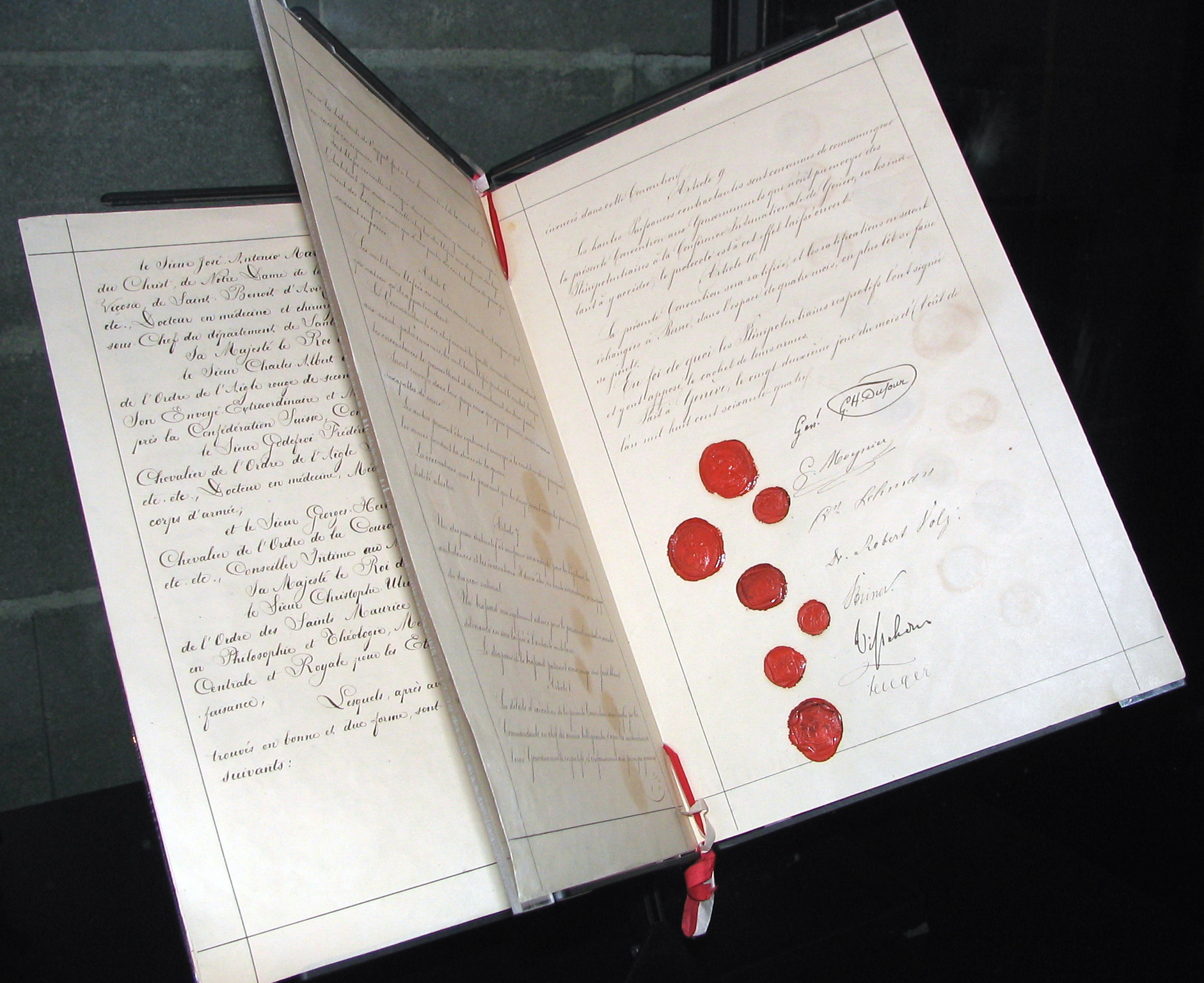
제네바 협약의 본 문서

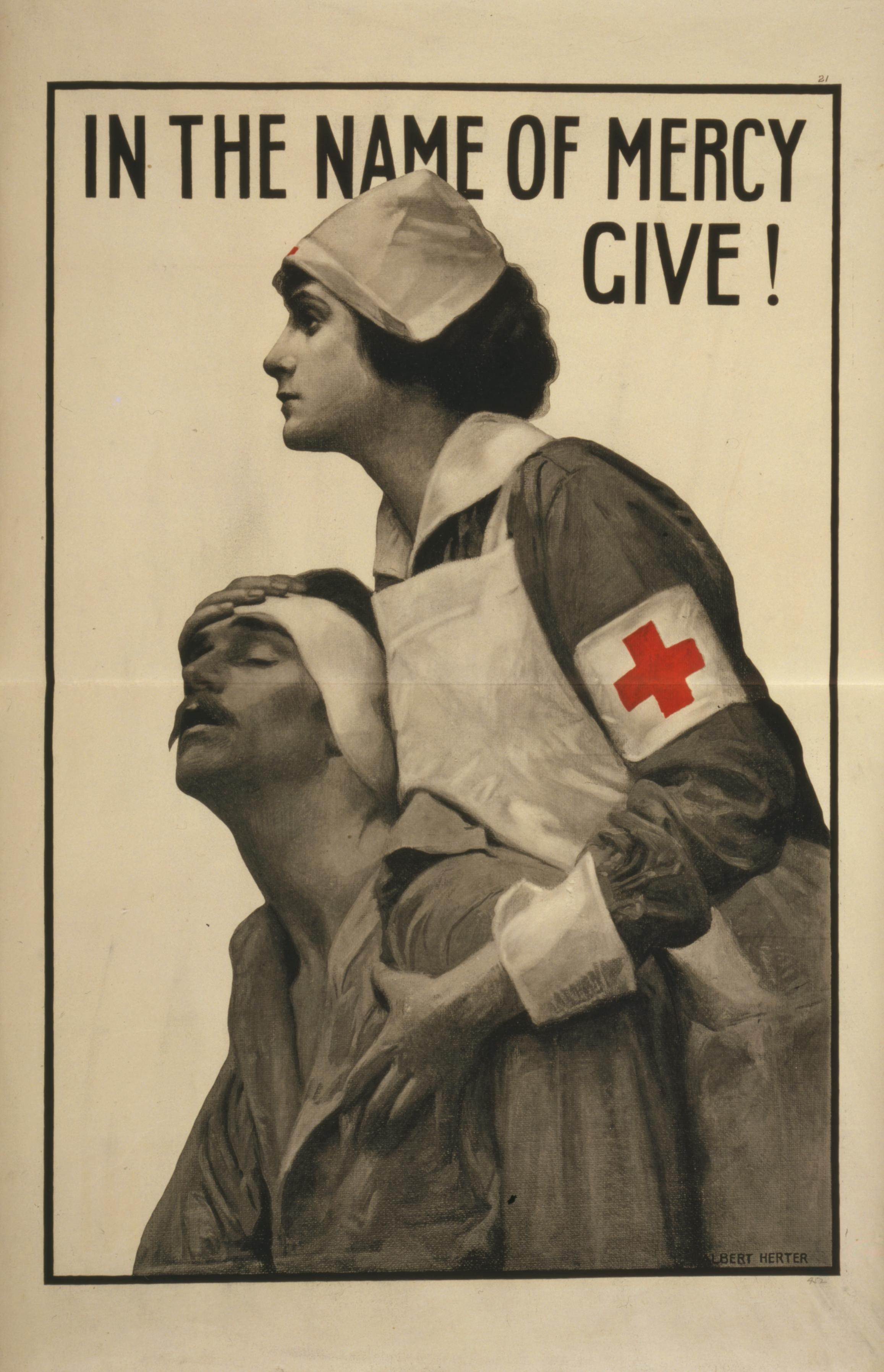
제1차 세계대전 적십자 포스터

제네바 협약( - 協約, 영어: Geneva Conventions)은 스위스 제네바에서 조인된 네 개의 조약으로 이루어진 협약이다. 인도주의에 대한 국제법의 기초가 된다. 솔페리노 전투를 목격한 앙리 뒤낭이 전쟁 희생자를 줄이기 위한 노력으로 협정이 이루어졌다.

## 개요
제네바 협약은 '전투의 범위 밖에 있는 자와 전투행위에 직접 참가하지 않은 자는 보호를 받아야 하고 존중되어야 하며, 인도적인 대우를 받지 않으면 안 된다'고 하는 도의상의 요청에 의거하여 부상병·조난자·포로·일반 주민 등의 보호를 목적으로 하는 법규이다.
이러한 사상은 이미 중세의 관습적 법규 안에서도 볼 수 있으나 근대적 관념으로서 그 사상적 기반을 제공한 것은 장자크 루소였으며 그는 "전쟁은 사람과 사람의 관계가 아니고 국가와 국가의 관계이며, 여기에서 개인은 인간으로서가 아니고 시민으로서도 아니며 단지 병사로서 우연히 적이 되는 것"이며 또한 "전쟁의 목적은 적국을 격파하는데 있으므로 그 방위자가 무기를 손에 들고 있는 한 이를 살해할 권리가 있다. 그러나 무기를 버리고 항복하는 순간 적 또는 적의 도구의 기능을 버리고 다시 단순한 인간으로 되돌아간 것이므로 이제 그 생명을 빼앗을 권리는 없다"고 《사회계약론》에서 말하였다.
이 사상을 배경으로 하여, 1859년 이탈리아 통일전쟁 때에 프랑스군과 오스트리아군의 솔페리노 전투의 비참한 광경을 목격한 앙리 뒤낭(J.H. Dunant, 1828~1910)은 국제적 구호단체의 설치와 그 활동의 안전을 보장하는 조약의 체결을 제창했다. 그 첫째 제안은 각국 적십자와 적십자 국제 위원회의 설치라는 결실을 얻게 되었고, 둘째 제안은 1864년 '전장에 있는 부상병의 상태개선을 위한 조약'으로 길을 열었다. 이 적십자조약은 그 후 확대·확충되어 1949년의 4조약 즉 '전장에 있는 군대의 부상자 및 병자의 상태개선에 관한 조약', '조난자의 상태개선에 관한 조약,' '포로의 대우에 관한 조약,' '전시에 있어서의 민간인 보호에 관한 조약'으로 되었다.

## 협약
3개의 제네바 협약은 수정, 확장, 대체되었고, 네번째는 1949년에 추가되었다.
| 모든 협약 및 의정서 가입      | 모든 협약과 제1, 2의정서 가입 |
| 모든 협약과 제1, 3의정서 가입 | 모든 협약과 제1의정서 가입    |
| 모든 협약과 제3의정서 가입    | 4개 협약만 가입               |

제네바 협약 및 의정서 가입국

- 제1차 제네바 협약: 전장에서 군대 부상자의 상태 개선에 관한 제네바 협약

1864년 처음 체결되었고, 1906년과 1929년 판에 중요한 개정을 거쳐 1949년 개정되었다. 적십자(국제 적십자 위원회, ICRC)가 창설된 이듬해에 이 조약이 각국 정부에 의해 제정되고 조인되었다.
- 제2차 제네바 협약: 바다에서 군대의 부상자와 난파자의 상태 개선에 관한 제네바 협약

1906년 제1차 협약을 해전으로 확장하여 헤이그 협약 제10항으로 채택되었고, 1949년 개정되었다.
- 제3차 제네바 협약: 전쟁 포로의 대우에 대한 제네바 협약

1929년 채택되어, 1949년 개정되었다.
- 제4차 제네바 협약: 전시 민간인 보호에 대한 제네바 협약(Protection of Civilian Persons in Time of War)

1949년 1907년의 헤이그 협약 제4항을 개선하여 채택하였다.
위의 네 협약에 추가로 세가지 추가 의정서가 제네바 협약에 추가로 맺어져 있다.
- 제1추가의정서 (1977년): 국제적 무력 충돌의 희생자 보호에 대한 제네바 협정의 추가의정서
- 제2추가의정서 (1977년): 비국제적 무력 충돌의 희생자 보호에 대한 제네바 협정의 추가의정서
- 제3추가의정서 (2005년): 적십자 표장 추가 등 제네바 협정의 추가의정서. 적십자 표장(Red Cross Emblem)에 적수정(Red Crystal) 이 추가되었다.

## 대한민국에서의 제네바 협약
대한제국 정부는 1864년 제네바 협약(적십자 협약)에 1903년 1월 8일에 가입하였고, 같은해 2월 7일 1899년 헤이그 협약에 가입했다. 대한민국은 1966년 8월 16일에 제네바 4개 협약에 가입하였으나, 현재 제3협약의 제118호 제1항과 제4협약의 제68조 제2항을 유보하고 있다. 한편 북한은 제네바 4개 협약에 1957년 8월 22일 가입했다.

## 같이 보기
- 국제인도법
- 국제 적십자 위원회